# Zhongguo da baike quanshu
Die Große Chinesische Enzyklopädie (chinesisch 中國大百科全書 / 中国大百科全书, Pinyin Zhōngguó dà bǎikē quánshū, englisch The Encyclopedia of China – „Die Große Chinesische Enzyklopädie“) ist die derzeit umfangreichste chinesische Enzyklopädie.

## Ausgaben

### 1. Ausgabe (1980–1993)
Die Zhongguo da baike quanshu erschien zwischen 1980 und 1993 im Verlag der Großen Chinesischen Enzyklopädie (中國大百科全書出版社 / 中国大百科全书出版社,  Zhōngguó dà bǎikē quánshū chūbǎnshè, englisch Encyclopedia of China Publishing House) in Peking. Sie umfasst über 80.000 Einträge in 73 Bänden plus einem Registerband. Die Bände wiederum sind nach 66 verschiedenen Themenbereichen geordnet; der erste Band (1980) befasste sich mit der Astronomie.
Im selben chinesischen Verlagshaus erschien auch die 10-bändige chinesische Übersetzung der Concise Encyclopædia Britannica und eine Übersetzung der Sowjetischen Enzyklopädie.

### 2. Ausgabe (2009)
Die zweite Ausgabe sollte 60.000 Einträge in 32 Bänden – ISBN 978-7-5000-7958-3 erhalten und auch als CD-ROM erscheinen.

### 3. Ausgabe (2018)
2017 wurde eine Onlineversion der Zhongguo da baike quanshu angekündigt, die die Wikipedia überholen soll. Das Projekt wurde 2011 von der Regierung beschlossen und soll 2018 online gehen.
Die Online-Enzyklopädie soll über 300.000 Einträge von mehr als 20.000 Autoren erhalten.